# Titularbistum Doliche
Doliche ist ein Titularbistum der römisch-katholischen Kirche.
Es geht zurück auf ein früheres Bistum der gleichnamigen antiken Stadt in der römischen Provinz Syria Coele bzw. später Syria Euphratensis am westlichen Ufer des Euphrat in Syrien. Das Bistum gehörte der Kirchenprovinz Hierapolis Bambyke an.
| Titularbischöfe von Doliche |                                               |                                                                                     |                   |                    |
| Nr.                         | Name                                          | Amt                                                                                 | von               | bis                |
| 1                           | John Stafford                                 | Koadjutorbischof von Ferns (Irland)                                                 | 14. Dezember 1772 | 30. September 1781 |
| 2                           | Nicolas Champenois MEP                        | Apostolischer Koadjutorvikar von Verapoly Apostolischer Vikar von Verapoly (Indien) | 14. Juni 1785     | 30. Oktober 1811   |
| 3                           | Calixto Castrillo Ornedo                      | Weihbischof in Sevilla (Spanien)                                                    | 23. Dezember 1861 | 1. Oktober 1863    |
| 4                           | Jean-Dominique Barbero PIME                   | Apostolischer Vikar von Hyderabad (Indien)                                          | 18. Januar 1870   | 18. Oktober 1881   |
| 5                           | François-Marie Trégaro                        | Koadjutorbischof von Sées (Frankreich)                                              | 18. November 1881 | 1. Dezember 1881   |
| 6                           | Francesco Gandolfi                            | emeritierter Bischof von Tarquinia und Civitaveccia (Italien)                       | 24. Januar 1882   |                    |
| 7                           | Albert Bitter                                 | Apostolischer Vikar von Schweden (Schweden)                                         | 15. Juni 1893     | 9. Oktober 1922    |
| 8                           | Johannes Michael Buckx SCJ                    | Apostolischer Vikar von Finnland (Finnland)                                         | 23. Mai 1923      | 22. September 1946 |
| 9                           | Pierre-Marie-Joseph Puech                     | Weihbischof in Albi-Castres-Lavaur (Frankreich)                                     | 7. Juni 1947      | 18. März 1952      |
| 10                          | Yves-Joseph-Marie Plumey OMI                  | Apostolischer Vikar von Garoua (Kamerun)                                            | 24. März 1953     | 14. September 1955 |
| 11                          | Miguel Saturnino Aurrecoechea Palacios OFMCap | Apostolischer Vikar von Machiques (Venezuela)                                       | 19. Dezember 1955 | 8. September 1997  |

## Weblink
- Eintrag zu Doliche auf catholic-hierarchy.org